# Mustafabeyli, Ceyhan
Mustafabeyli là một thị trấn thuộc huyện Ceyhan, tỉnh Adana, Thổ Nhĩ Kỳ. Dân số thời điểm năm 2009 là 1.921 người.